# Samsung Galaxy Ace Plus
O Samsung Galaxy Ace Plus (GT-S7500[L/T/W]) foi uma geração posterior do Samsung Galaxy Ace (S5830), lançado pela Samsung em 2012. O telefone pesa 115 gramas (4,1 onças), tem um tamanho de tela de 3,65 polegadas e mantém a mesma resolução de 320x480 como o Ace original. Várias novas tecnologias e recursos foram introduzidos quando o telefone foi lançado.

## Funcionalidade e revisão
Por seus recursos, o Galaxy Ace Plus contém um processador de 1 GHz para carregar todos os aplicativos e jogos do telefone. Há uma câmera traseira com foco automático (não há câmera frontal), A-GPS, microUSB2.0, Bluetooth, Wi-Fi, rádio, 3 GB de memória interna e microSD (até 32 GB) de memória externa. A paleta de cores preta com bordas suavizadas dá a este telefone uma forma moderna. O tamanho pequeno é o ponto mais atraente deste telefone. Esse recurso oferece conveniência para os usuários carregarem seus telefones. Galaxy Ace Plus tem rodando Android 4.0.4 Ice Cream Sandwich, tem operações móveis fortes e rápidas. Ele tem uma RAM de 365 MB que foi criticada por ser muito pequena.

### Serviço de mensagens instantâneas
Além disso, a série Galaxy envolve o próprio serviço de mensagens instantâneas da Samsung, chamado ChatON. Os usuários trocam mensagens de texto ou iniciam conversas com várias pessoas, compartilhamento de arquivos multimídia etc. aplicando seus próprios números de telefone em vez de criar nome de usuário e senha. Essa função móvel aciona um aplicativo semelhante ao iMessage do iPhone e ao BlackBerry Messenger do BlackBerry.

### Sistema e controle de tela
O Galaxy Ace Plus inclui a GUI atualizada e a interface TouchWiz 4.0. A tela de bloqueio e os menus são projetados de forma simples com fundos simples. O Ace Plus tem a integração de eventos perdidos com atalhos para os aplicativos relevantes. A tela sensível ao toque é permitida e o gesto de deslizar é basicamente a única maneira de usá-la. Os usuários podem ter até 7 telas iniciais. Eles podem ser reorganizados, excluídos ou adicionados a qualquer momento quando os usuários desejarem.

### Lista telefônica social e hub social
Como muitos telefones modernos oferecem agora, o Galaxy Ace Plus também possui uma ampla gama de agendas perfeitamente organizadas e capacidade de armazenamento praticamente ilimitada. O catálogo de contatos não apenas mostra os contatos que os usuários armazenaram antes, mas também sincroniza os contatos dessas redes sociais que os usuários usam. Além disso, a agenda telefônica oferece um recurso de contatos rápidos, onde os usuários podem configurar pessoas de contato rápido especificamente. Hub ocial combina as contas de e-mail dos usuários com redes sociais (Facebook, Twitter, Instagram etc.) para que todos os e-mails recebidos sejam coletados em uma lista, os proprietários possam marcá-los como favoritos, ter atalhos para responder, gerenciar o fluxo de entrada atualizações e assim por diante.

### Aplicações do Google
O Samsung Galaxy Ace Plus contém um A-GPS, que oferece as mesmas funções do Google Maps. Ele oferece navegação guiada por voz em determinados países e exibe instruções em outros lugares. O Ace Plus oferece a versão mais recente do Google Maps, cujos dados são muito eficientes e fáceis de armazenar em cache. O aplicativo recalculará e redirecionará os usuários se eles saírem do curso, mesmo sem uma conexão Wi-Fi. Edifícios 3D são mostrados no telefone. Além disso, o Ace Plus acessa para se conectar ao Android Market, agora conhecido como Google Play. Este é um grande armazenamento de banco de dados, onde os usuários podem baixar todos os aplicativos de que precisam. Se você já usou o iTunes antes, será muito mais fácil adaptar o Google Play.